# 1346

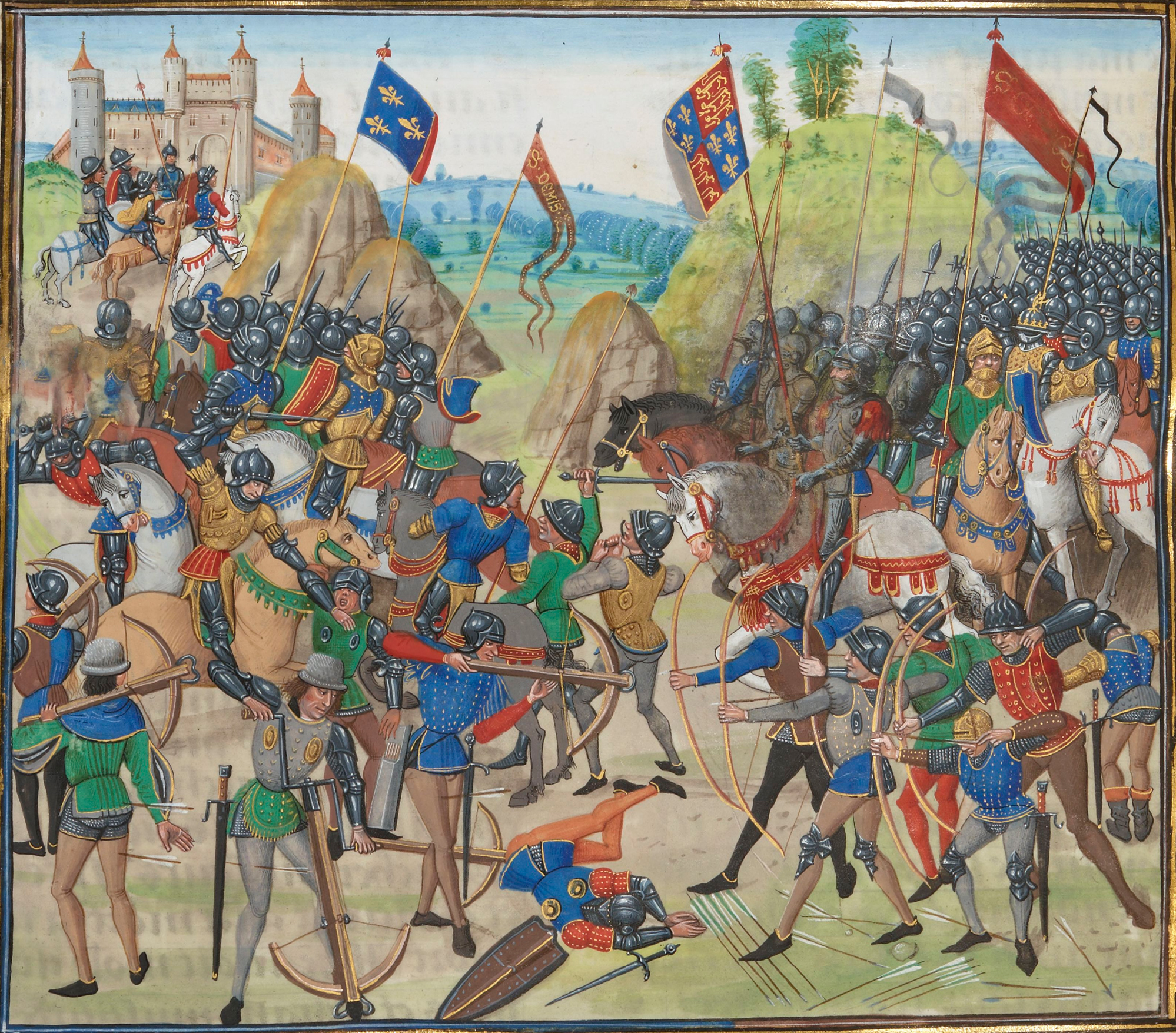
Slag bij Crécy

Het jaar 1346 is het 46e jaar in de 14e eeuw volgens de christelijke jaartelling.

## Gebeurtenissen
januari
- 26 - Keizer Lodewijk de Beier benoemt zijn gemalin Margaretha tot gravin van Henegouwen en Holland. Zij was de oudere zuster van de in Friesland gesneuvelde graaf Willem IV van Holland.

maart
- 5 - De heerlijkheid Gruitrode wordt met huys, hof en dorp door Diederik van Heinsberg, die graaf is van Loon, in leen overgedragen aan Walram van Gulik, die bisschop is van het Aartsbisdom Keulen.

april
- 7 - Gerlach van Nassau wordt in Avignon door paus Clemens VI gewijd tot aartsbisschop van Mainz
- 16 - Koning Stefan Uroš IV Dušan van Servië wordt in Skopje tot tsaar van Servië en Griekenland uitgeroepen. Begin van het keizerrijk Servië.

juli
- 11 - Nadat paus Clemens VI keizer Lodewijk de Beier opnieuw in de ban heeft gedaan, kiest een deel van de keurvorsten Karel IV, de zoon van koning Jan de Blinde van Bohemen, in Rhens tot (tegen)koning van Duitsland.
- 12 - Eduard III van Engeland landt in Normandië.
- 26 - Beleg van Caen: Het leger van Eduard III neemt de stad Caen in.

augustus
- 2 - Gravin Margaretha II van Henegouwen verleent Schiedam het recht om vesten om de stad aan te leggen.
- 26 - Slag bij Crécy: De Engelsen onder Eduard III verslaan de Fransen onder Filips VI in de eerste grote veldslag van de Honderdjarige Oorlog.

september
- 4 - Eduard III begint het beleg van Calais.

oktober
- 17 - Slag bij Neville's Cross: De Schotten onder koning David II, die Engeland zijn binnengevallen naar aanleiding van hun bondgenootschap met Frankrijk, worden verslagen nabij Durham. David wordt gevangen genomen.
  - Man valt geheel in Engelse handen.

november
- 26 - (Tegen)koning Karel IV wordt in Bonn gekroond.

zonder datum
- De Zwarte Dood bereikt de Krim en in het bijzonder de belegerde Genuese stad Kaffa, vanwaaruit het zich over Europa en Noord-Afrika verspreidt.
- Statuten van Casimir: Onder Casimir III wordt het recht in Polen gecodificeerd.
- De Byzantijnse keizer Johannes Cantacuzenus huwelijkt zijn dochter Theodora uit aan de bejaarde Turkse bey Orhan I.
- Begin van de samenstelling van de Tibetaanse Rode annalen.
- Karel I van Monaco verkrijgt Menton.
- De Utrechtse bisschop Jan van Arkel vormt het landschap Salland.

## Kunst en literatuur
- Jan van Ruusbroec: Vanden seven sloten (jaartal bij benadering)

## Opvolging
- Blois en Soissons - Lodewijk I opgevolgd door zijn zoon Lodewijk II
- Bohemen en Luxemburg - Jan de Blinde opgevolgd door zijn zoon Karel I (Karel IV van Duitsland)
- kanaat van Chagatai - Qazan Khan opgevolgd door (titulair) Danishmenji
- Georgië - George V opgevolgd door zijn zoon David IX
- Mammelukken (Egypte) - al-Kamil Shaban opgevolgd door Al-Muzaffar Hajji
- Saluzzo - Manfred V opgevolgd door Thomas II
- Orde van Sint-Jan - Hélion de Villeneuve opgevolgd door Dieudonné de Gozon
- Vlaanderen, Nevers en Rethel - Lodewijk II van Nevers opgevolgd door zijn zoon Lodewijk van Male

## Afbeeldingen

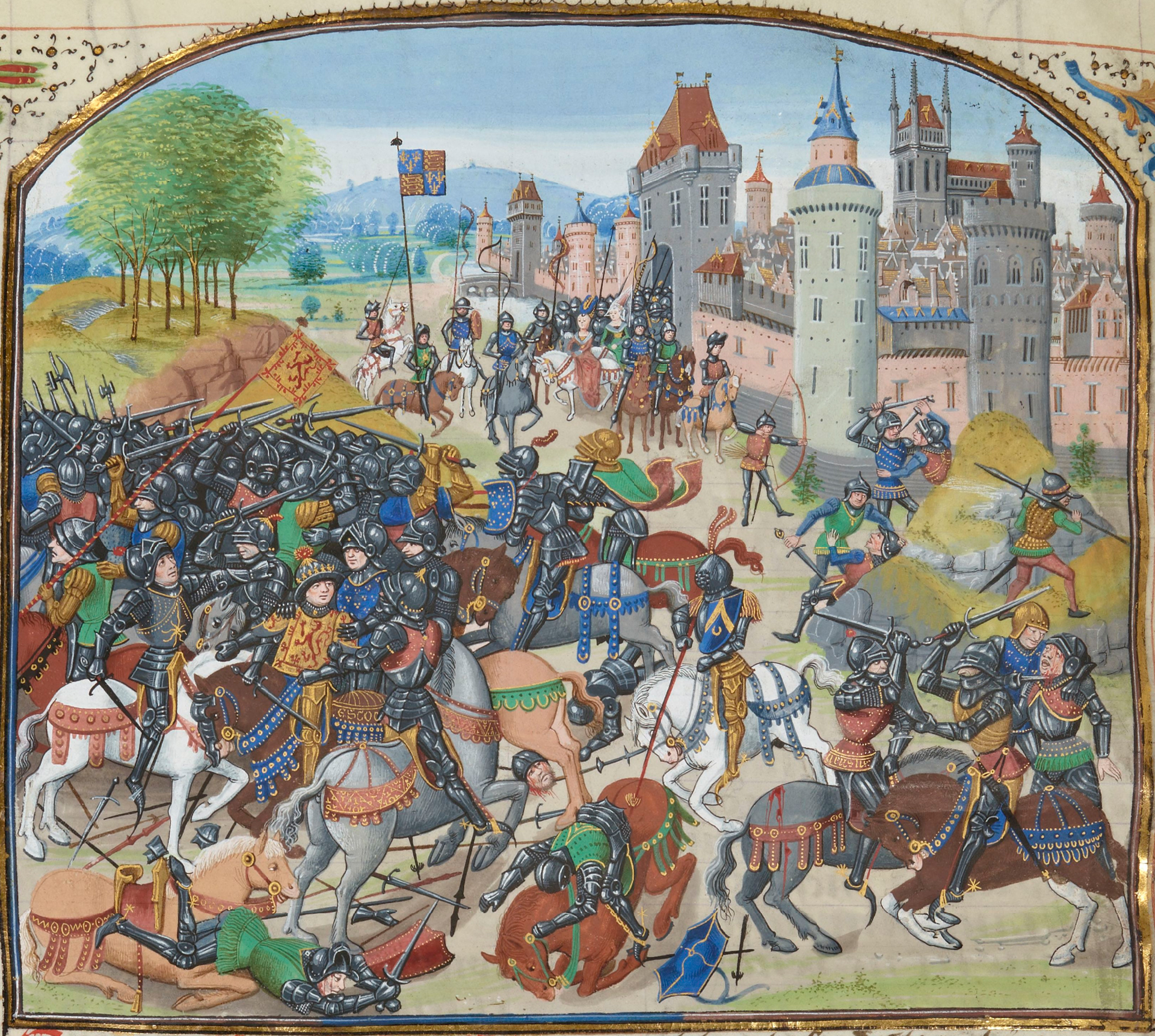
Slag bij Neville's Cross
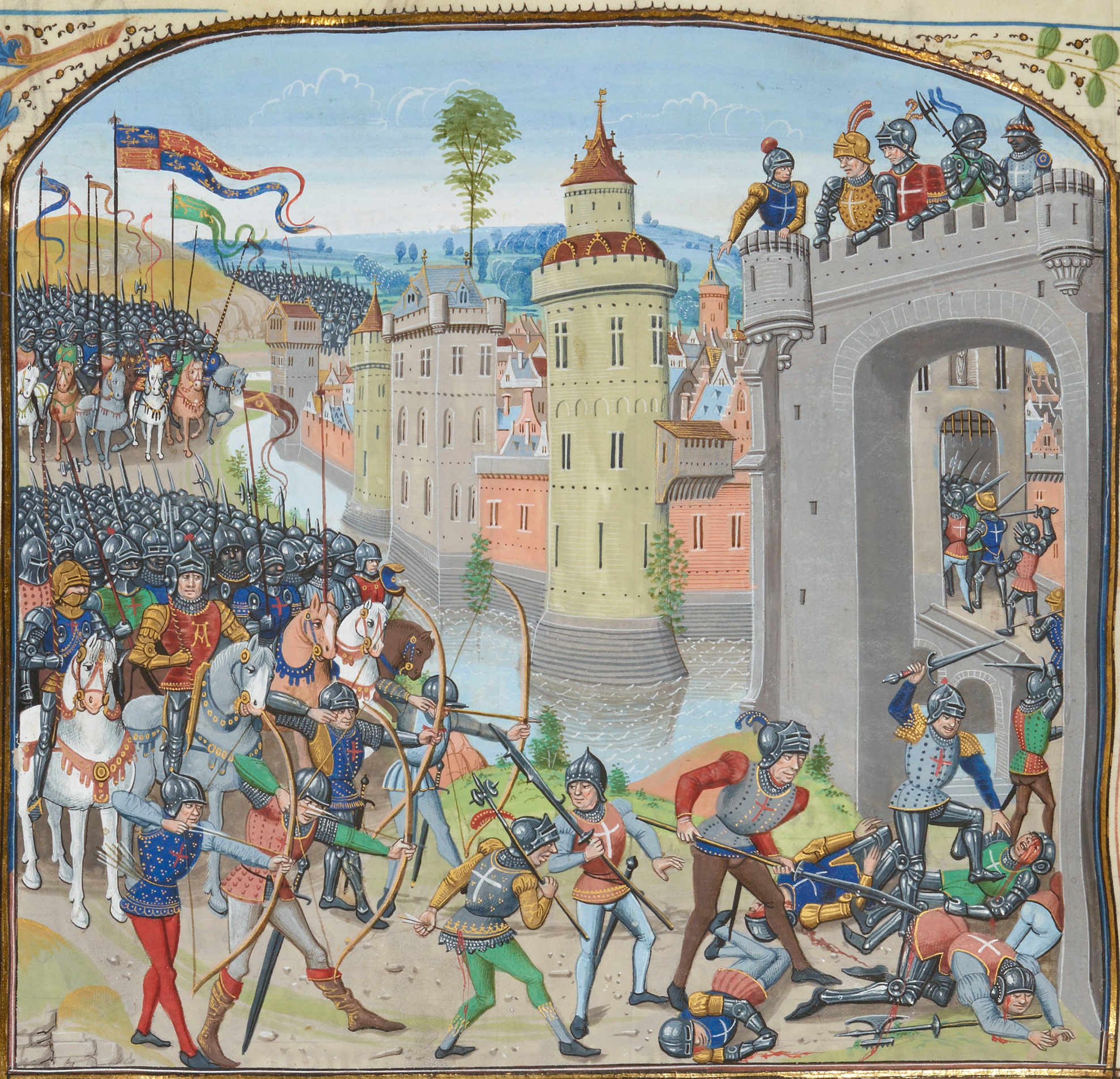
Beleg van Caen
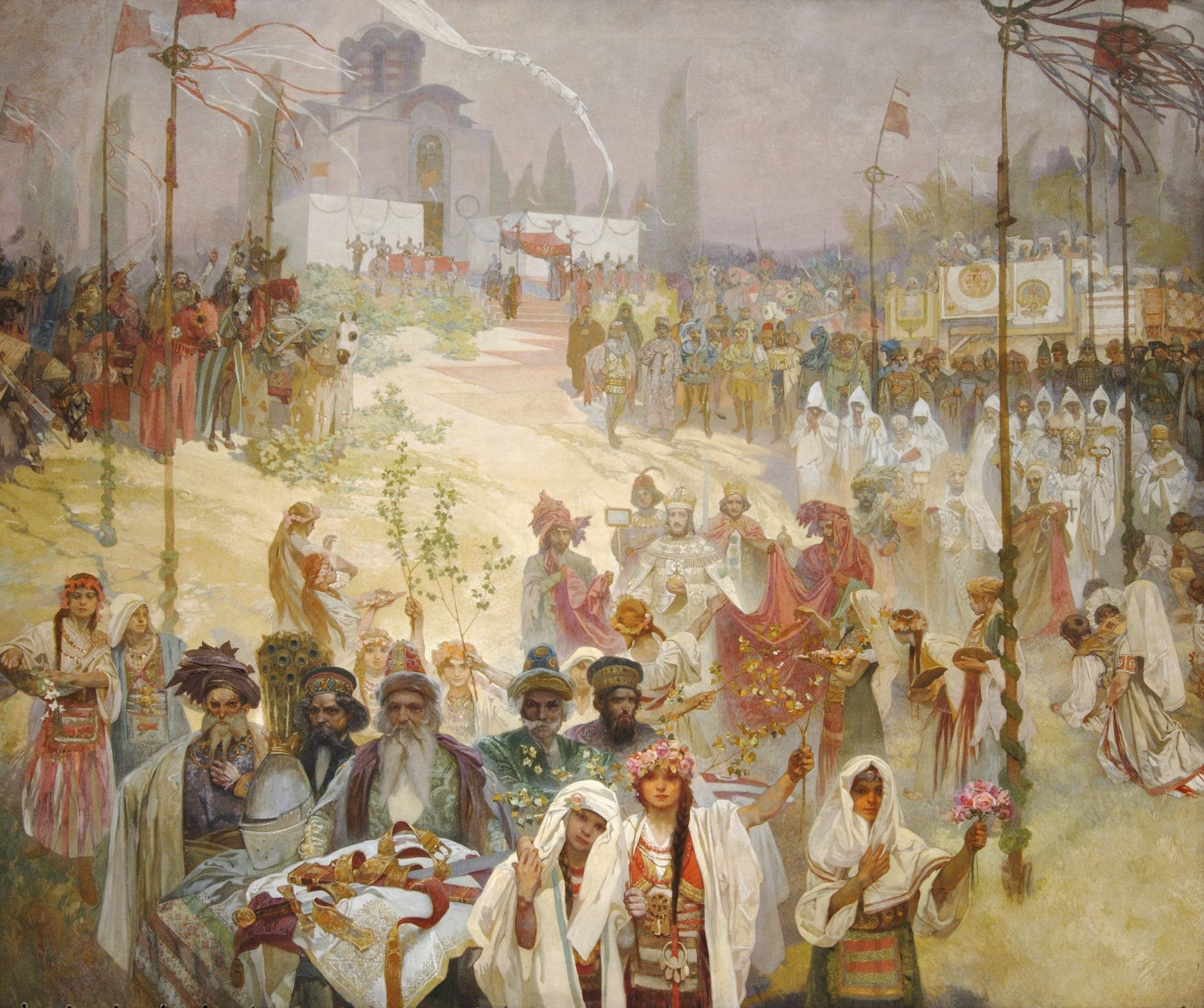
Kroning van Stefan Uroš IV
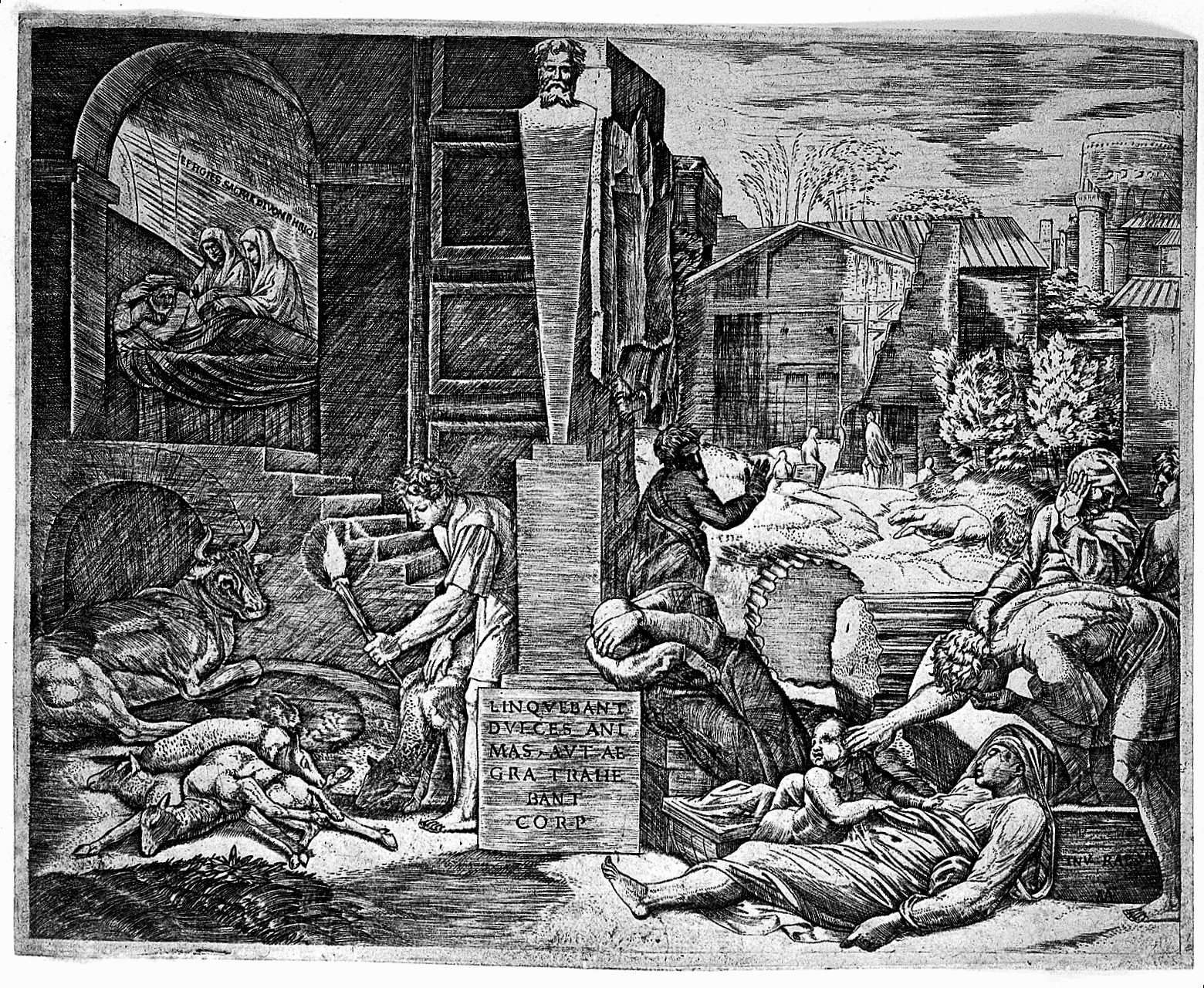
De Zwarte Dood

## Geboren
- 2 april - Hector Visconti, Italiaans edelman
- 20 juli - Margaretha Plantagenet, Engels prinses
- Filips van Rouvres, graaf en hertog van Bourgondië (1347/1349-1361)
- Peter Courtenay, Engels veldheer

## Overleden
- 5 februari - Diederik IV van Meurs, Duits edelman
- 4 mei - Simon de Mirabello, Vlaams bankier
- 15 mei - Hendrik I van Jauer (~51), Pools edelman
- 26 juni - Johannes van Bronckhorst, Utrechts edelman en geestelijke
- 19 juli - Dirk IV van Valkenburg (~35), Limburgs edelman
- 26 juli - Jan van Bronkhorst, Nederlands edelman en geestelijke
- 10 augustus - Filips van Bourgondië (22), Frans edelman
- 26 augustus - Engelram VI van Coucy, Frans edelman
- 26 augustus - Jan de Blinde (50), koning van Bohemen en graaf van Luxemburg (1311-1346)
- 26 augustus - Lodewijk I van Blois, Frans edelman
- 26 augustus - Lodewijk I (~42), graaf van Vlaanderen (1322-1346)
- oktober - Catharina van Valois, titulair keizerin van Constantinopel
- 27 november - Gregorius van de Sinaï (~91), Byzantijns geestelijke
- Hélion de Villeneuve, grootmeester van de Orde van Sint-Jan
- Lodewijk III Berthout van Berlaer, Brabants edelman
- Lodewijk VI van Öttingen, Duits edelman